# Trompo

Tipo de peonza con un funcionamiento característico (en sueco, snurra).

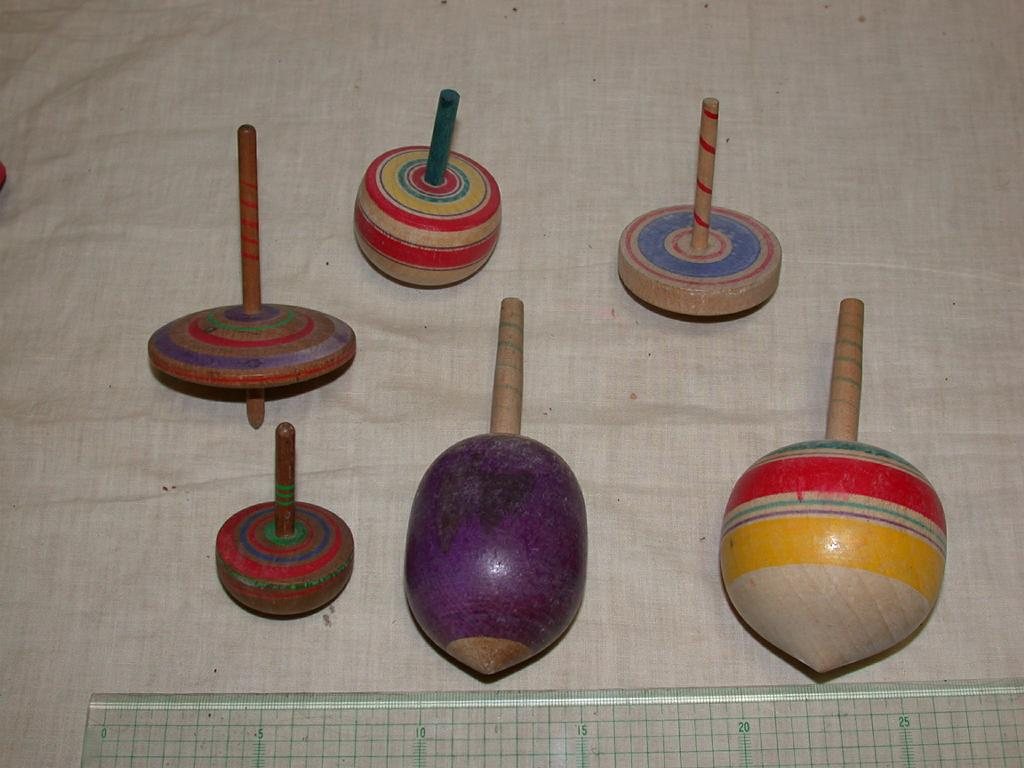
Trompos japoneses

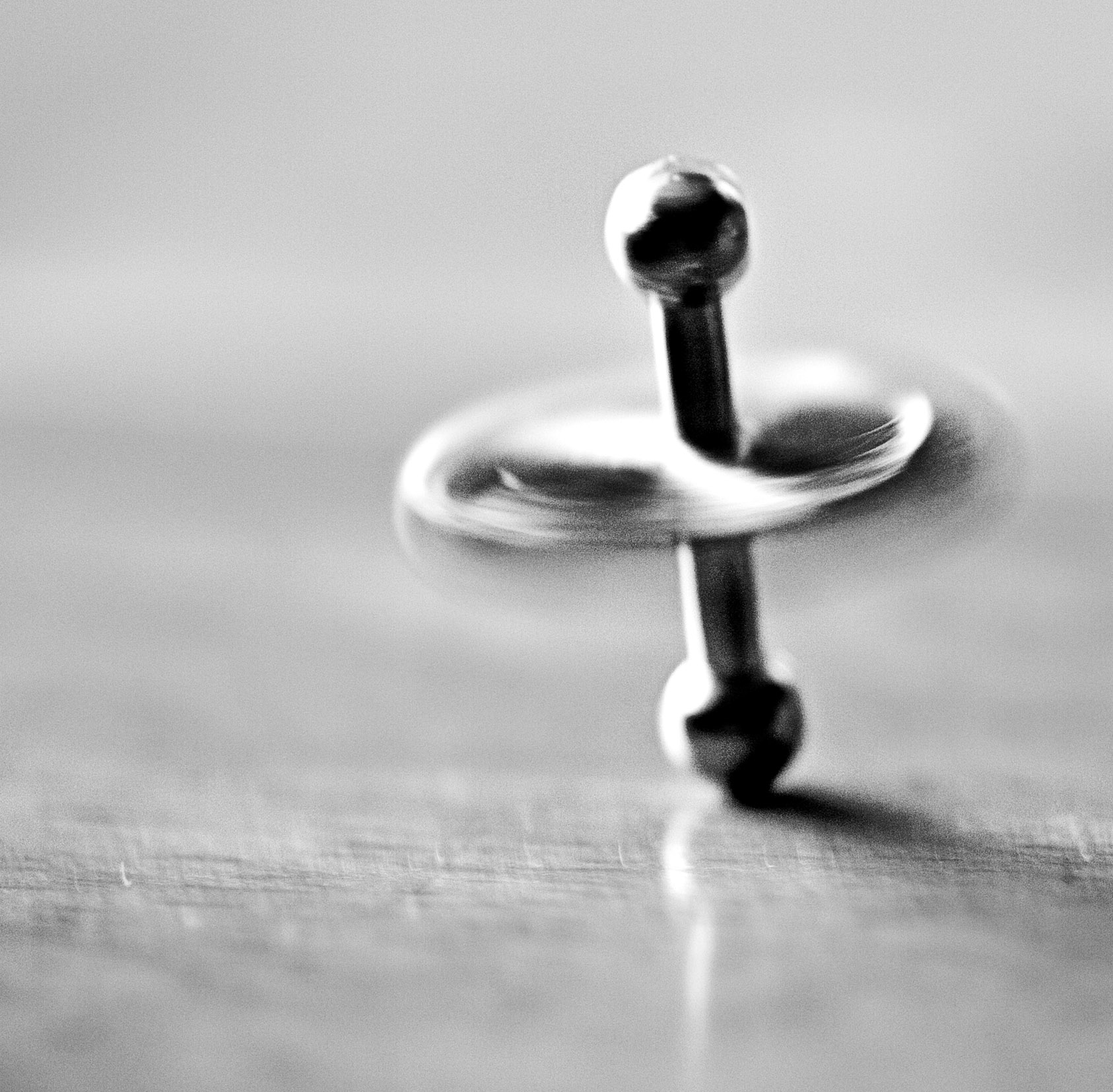
Peonza spun

Un trompo es un tipo de peonza que puede girar sobre una punta, sobre la que sitúa su centro gravitatorio de forma perpendicular al eje de giro, y se equilibra sobre un punto gracias a la velocidad angular, que permite el desarrollo del efecto giroscópico. De múltiples formas y funcionamientos, los hay de numerosos tipos: perinolas, spun, dreidel, snurra, levitrón, beyblade.

## Usos
Se utiliza principalmente como juguete para niños y adultos existiendo numerosas formas derivadas de la peonza clásica que se hace girar con la mano, normalmente gracias a un saliente en vertical que permite imprimir la fuerza angular, aunque también se puede usar un hilo.

## Historia
Los trompos no tienen un origen definido, pero se tiene conocimiento de la existencia de peonzas desde el año 4000 a. C., ya que se han encontrado ejemplares hechos de arcilla en las orillas del río Éufrates. Hay algunas pinturas antiguas donde se encuentran representados, así como en algunos textos literarios de vieja data, por ejemplo en textos del historiador romano Marco Porcio Catón, o en los escritos de Virgilio, poeta del siglo I a. C., destacándose en su obra la Eneida.

## Terminología
En español se han realizado múltiples derivaciones como piuca, repión o mona. Su forma más extendida es el trompo (o peón), por lo que ambos términos se utilizan como sinónimos. En portugués también se observan múltiples derivaciones de pião como pinhão, como es llamado algunas partes de Brasil, como corruptela de pião, xindire en Maputo, n'teco en Nampula y mbila en Niassa y en Mozambique). En inglés se conoce como spinning top o meramente top y en ruso como bолчо́к o юла́. Destaca su desarrollo en Japón donde hay más de mil clases de peonzas distintas. En alemán se denomina Kreisel. En guaraní, tiene como nombre trompo arasa.
También se denomina peonza al peón sin punta de hierro que se hace bailar empleando un látigo.

## Funcionamiento
El efecto giroscópico permite que se mantenga sobre su punta hasta que el vector peso (masa · gravedad) termina por tomar una inclinación con respecto al eje provocando una variación en la localización del centro de gravedad. Esto provoca una variación en la trayectoria de giro que comienza a describir círculos propiciando la caída del trompo. De esta manera la caída es directamente proporcional al mencionado ángulo y al vector peso, e inversamente proporcional a la velocidad de giro.
| |  |
| - g: Vector gravedad. - m: Masa. - c.m.: Centro de masas. - r: Vector distancia entre el centro de masas y el punto de apoyo. - L: Vector momento angular de la fuerza. - θ: Ángulo de inclinación de la peonza respecto a la perpendicular del suelo. - Φ: Ángulo recorrido durante el giro, perteneciente al vector momento angular. - Α: Variación. |  |

De esta forma, pasado el tiempo el rozamiento con el aire y sobre todo con el suelo provocan que el giro se vaya debilitando. Entonces el centro de gravedad empieza a hacerse más inestable de tal manera que la peonza comienza a girar, no solo sobre sí misma, sino que describe círculos en el terreno puesto que va tumbándose, además de cabecear con su eje de giro (también llamado nutar), hasta que pierde por completo el equilibrio y comienza a rodar hasta que se para.
Este proceso es común entre sus múltiples variantes pero cualquiera de sus elementos (desarrollo del giro, forma de imprimir la fuerza angular, punto de apoyo, distribución del centro de gravedad, mecanismo de rotación, impresión del rozamiento, etc) puede variar enormemente.

## Tipos
Aquí se exponen algunos de los muchos tipos que existen:
- Pirola o pirindola o Pirolaza.
- Trompo o peón
- Levitrón
- Peonza tippe
- Beyblade
- Dreidel
- Bambaram
- Spun
- Soranyi
- Snurra
- Saturno
- Cometa
- Cinco estrellas

### Cuerpo

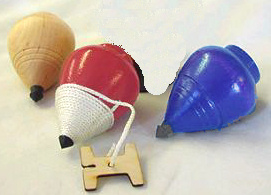
Tradicionalmente los trompos han sido construidos con maderas duras (espino, encina, boj o haya) aunque también se han encontrado ejemplares hechos con arcilla, frutas secas o nueces de palma. Hoy se han masificado y para su fabricación se utilizan diferentes tipos de maderas y materiales sintéticos como plásticos, fibra de carbono, neopreno y otros polímeros.

Tradicionalmente los trompos eran hechos por artesanos y construidos con maderas duras (espino, naranjo encina o boj, entre otras) con el fin de que fueran muy resistentes para soportar los golpes que recibieran de sus "adversarios". Los artesanos solían tener oficios relacionados con la madera como carpinteros, fabricantes de muebles e incluso de ataúdes. También han sido encontrados ejemplares de trompos hechos de arcilla en civilizaciones antiguas como la de Troya.
También eran fabricados por los propios niños, con madera de haya o encina, que tallaban toscamente, colocándoles finalmente un clavo de hierro sin cabeza como punta. Algunos trompos también se hacen con cabezas de aerosoles ya que el sistema para liberar el contenido de los aerosoles sirve como un sistema de suspensión para disminuir el impacto al caer el trompo. Los niños chocoes hacen trompos sonadores con frutas secas, las cuales hacen ruidos debido al movimiento de las semillas que llevan dentro; y los niños guayaberos tienen trompos pequeños hechos con nueces de palma de Cumare.
Hoy se han masificado y su fabricación se hace con diferentes tipos de maderas e incluso con materiales sintéticos entre los que destacan diferentes tipos plásticos, la fibra de carbono y otros polímeros, importados usualmente de países asiáticos como China, Taiwán o Estados Unidos. Además han incorporado, para evitar daños en la colisión, filos que van desde el neopreno al acero pasando por todo tipo de plásticos en la zona de mayor diámetro.

#### Diseño
El diseño del trompo ha variado enormemente a lo largo de la historia diversificándose según la región. Tradicionalmente poseen forma cónica y son macizos, sin embargo se pueden encontrar diversas características según la región. Pese a las particularidades existentes, lo esencial en el diseño del trompo es que su forma sea la adecuada para propiciar el efecto giroscópico.
Se considera que el trompo propiamente dicho mide en torno a unos seis centímetros de alto, por unos cuatro centímetros de radio en su diámetro mayor. Sin embargo este tamaño suele variar. Los trompos alemanes, más gruesos, tienen a veces casi cinco pulgadas de diámetro mientras que los trompos cuspe suelen ser más pequeños Los trompos taguas son más achatados permitiendo una mayor estabilidad.
Cabe mencionar también que aquellos trompos que carecen de la incisión entre la punta y el cuerpo para comenzar a enrollar la cuerda (en general aquellos para menores de 7 años) presentan una hendidura con el mismo objetivo en el cuerpo de la peonza.

#### Ornamentación

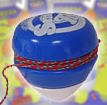
Trompo sin punta metálica y con corte transversal. La función de las bandas es sujetar el cordel enrollado y presenta dibujos en el plano superior.

La forma más usual de personalizar el trompo ha sido pintando el cuerpo a mano, existiendo toda una artesanía en su ornamentación. En los trompos que presentan un corte transversal en la parte superior se pueden encontrar en el plano distintos dibujos pero generalmente es usual realizar dibujos de forma horizontal a modo de bandas, que al girar se difuminan y hacen un curioso efecto multicolor en el trompo. Este concepto artístico del trompo ha cobrado importancia en Sudamérica utilizándose motivos mayas y aztecas.
Hoy en día se pueden encontrar trompos con luces y otros producen sonidos musicales al girar, sin embargo, los nuevos materiales no permiten la facilidad de pintar encima de ellos, pero aun así se pueden obtener de múltiples colores y con diferentes dibujos.
Cabe especial mención a las marcas realizadas en el cuerpo. Estas recorren el perímetro del trompo de forma paralela unas de otras. Normalmente de poca profundidad no hacen sino cumplir una función decorativa, sin embargo, en algunos tipos de trompos como aquellos que carecen de punta, la función es sujetar el cordel enrollado para que no resbale sobre la superficie.

### Punta
El cuerpo de la peonza termina en una punta sobre la cual se apoyará en el juego. De esta forma el trompo quedará de pie sobre la misma, algo impensable sin el efecto giroscópico, que provoca el efecto.

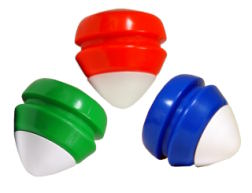
En Estados Unidos y Europa la punta determina la edad del usuario para la cual se dirige el juguete, para menores de 7 años se dirigen una serie de trompos que carecen de punta metálica en los cuales es el cuerpo el que termina en forma de punta, siendo esta normalmente de materiales más blandos. Este modelo conserva la hendidura para enrollar la cuerda en el cuerpo pero en la zona de mayor diámetro, en la cual se lía la totalidad del cordel banda sobre banda.

La punta, también llamada pico, púa o rejón y puya es el gran elemento influyente en la normativa que regula el juguete, al ser el elemento más peligroso del objeto. De esta forma en Estados Unidos y Europa la punta determina la edad del usuario para la cual se dirige el juguete. Así, para menores de 7 años se dirige un tipo de trompos que carecen de punta metálica en los cuales es el cuerpo el que termina en forma de punta, siendo ésta normalmente de materiales más blandos. Además, para mayores de 7 años, se pueden encontrar dos grandes grupos de púas diferentes: las redondeadas y las puntiagudas que son las más comunes.

#### Con punta

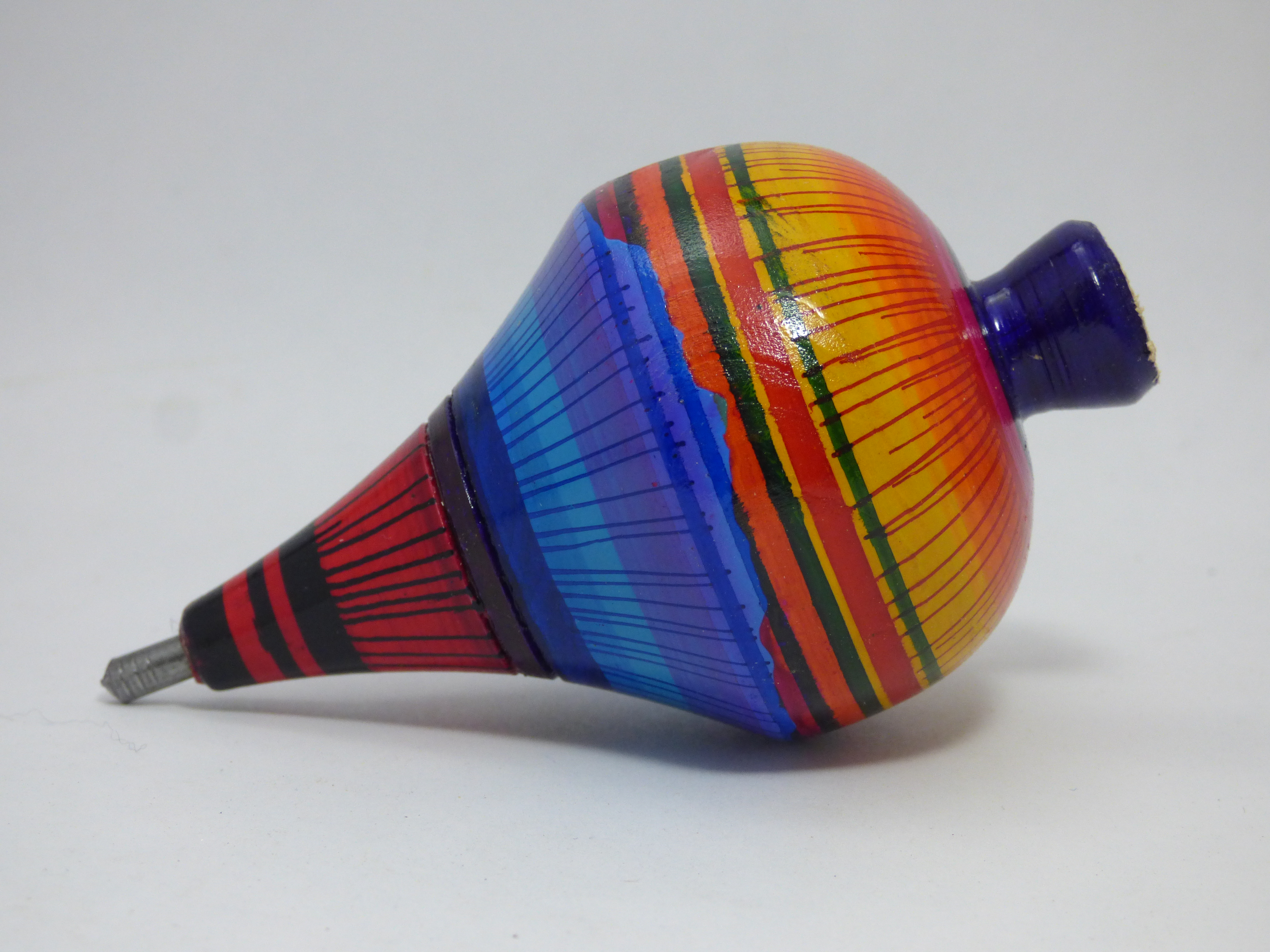
Trompo de madera, con punta incrustada. Originario de Teocaltiche, Jalisco en México.

Aquellos que poseen una incrustación de metal dentro del cuerpo, el cual en su parte inferior observa un orificio para tal efecto. En este último caso la punta consta de dos partes: una que sobresale del cuerpo y cuya finalidad será convertirse en el punto de apoyo del trompo y recibir el impacto contra el suelo, y otra que queda dentro del cuerpo, y cuya finalidad será permitir que se quede sujeta al trompo. De esta forma, el cuerpo contempla una obertura por la cual se introduce la punta y queda únicamente fuera la "punta" propiamente dicha.
En este último caso la punta suele tener un diseño en el cual existe una hendidura entre el cuerpo y la parte que sobresale, denominada espiga, que sirve de apoyo al comenzar a liar la cuerda, facilitando la tarea de enrollarla. Cabe destacar que suele ocurrir en las puntas incrustadas que tras severos impactos se termine "metiendo la punta", desapareciendo dicha hendidura e incluso finalmente la punta, lo que impide que el trompo pueda ser reutilizado en un siguiente juego.
Las puntas incrustadas suelen ser metálicas (acero o hierro comúnmente) y se pueden observar dos grandes grupos:
- Punta de garbanzo o punta chata o puya zaíta[17] Es la punta del trompo que tiene forma redondeada.[17] Su forma permite que sea más difícil el que se entierre en terrenos blandos o que se meta dentro del cuerpo, pero aumenta el rozamiento disminuyendo la duración del efecto giroscópico. Además resulta en clara desventaja a la hora de realizar juegos como el rompetrompos, aunque por otro lado resulta más seguro y daña menos el suelo.

- Punta afilada[17] o púa chueca:[18] En contraposición con la punta de garbanzo ésta es más puntiaguda, considerándose más agresiva. Así tiende más a enterrarse en terrenos blandos, dañar el suelo y, al recibir todo el impacto sobre el mismo punto, suele meterse más fácilmente en el cuerpo. Las ventajas que presenta son una disminución del rozamiento al estar menor contacto con la superficie y es claramente más letal en el rompetrompos. Esta punta es característica del trompo cucarro.[18]

La punta incrustada también puede estar dotada de un perfil en surco. Este perfil permite que una cuerda correctamente proporcionada encaje en él y permita la realización de numerosos trucos en los que la relación entre el trompo y la cuerda sea relevante. Trucos en los que por actuación con la cuerda cada vez se le imprime más velocidad al giro de la peonza, a modo de diábolo; precisan de una punta con surco.

#### Sin punta
Los que carecen de púa bailan en el extremo del cuerpo, que obviamente termina en forma de punta, como una prolongación de este, por lo que suelen tener el mismo material tanto la púa como el cuerpo (aunque puede diferir poseyendo la punta el material más resistente). Es el modelo propio para menores de 7 años, según normativa americana y europea. Este modelo conserva la hendidura para enrollar la cuerda en el cuerpo pero en la zona de mayor diámetro, en la cual se lia la totalidad del cordel banda sobre banda. Estos trompos se denominan específicamente peonzas.

### Cordel
El cordel, también conocido como cuerda, guaraca, soga, soguilla, cochaillo, lienza, piola, pita, piolín, látigo, cabuya, hilo, zumbel y zurriago; es el elemento que, tras haberlo enrollado en el cuerpo, a tirar de él permite imprimirle la rotación que desarrollará el efecto giroscópico. A mayor rapidez al tirar de él, más rápido será el movimiento de rotación.
Por lo general, el cordel suele medir entre 30 centímetros y medio metro. La longitud y grosor de la cuerda dependen del tamaño, del peso del trompo y de la amplitud del surco del cuerpo o de la punta. Para evitar que el cordel se escape de la mano a la hora de lanzar, suele anudarse en el extremo un trozo de madera, una arandela, un clip, o lo más común, una moneda de dos reales o de 25 pesetas, las cuales, aprovechando su agujero, se introducía el cordel y se hacía un nudo para que no saliera, así se conseguía que al tirar el trompo, el objeto quedara entre los dedos evitando que la cuerda saliera también disparada, facilitando tirar de ella.
Existe una nueva variante que prescinde del cordel tradicional, los PowerStart, que en la parte superior poseen un enganche en el cual se inserta un dispositivo que posee un sistema que, al tirar de él, imprime una fuerza de giro al trompo dejándolo caer, evitando lo engorroso de reliar el cordel una y otra vez.

## Lanzamiento del trompo
Para lanzar el trompo el primer paso es liar la cuerda alrededor del cuerpo del trompo. Se coloca el cordel de forma paralela al trompo sujetándolo con el dedo pulgar y con la otra mano se comienza a enrollarlo perpendicularmente formando bandas paralelas de tal manera que se termine recubriendo toda la superficie del cuerpo. Para ello se apoya en una hendidura existente entre la punta y el cuerpo que permite dejar la cuerda tensa mientras se lía. En el caso de tener un trompo que carece de punta lo más común es que en la zona de mayor diámetro se encuentre una profunda hendidura, en la cual se lía la totalidad del cordel, banda sobre banda.
En el momento previo al lanzamiento se sujeta el cuerpo del trompo en la palma de la mano y se agarra el extremo del cordel entre los dedos índice (o dedo anular) y sujetar con fuerza para que no se escape al lanzar el trompo pudiendo ser de ayudar anudar en el extremo de la cuerda un trozo de madera, una arandela, un clip, o lo más común antiguamente, una moneda de dos reales o de 25 pesetas. Justo antes de lanzarlo se coloca el dedo índice en la parte superior y el pulgar en la punta.
Finalmente se lanza el trompo y se tira hacia atrás del cordel. Este lanzamiento puede hacerse totalmente de pie o con el cuerpo encorvado (a "agachaditas"), lo que reduce el impacto contra el suelo. De la misma forma puede hacerse con la punta mirando hacia abajo e imprimiendo un movimiento horizontal de giro con el brazo o con la punta mirando hacia arriba con una sacudida vertical hacia abajo de giro con el brazo.
Al tirar hacia atrás del cordel se imprime una impulsión angular que se traduce en un momento angular o cinético que hace que la peonza que produce una rotación rápida del trompo alrededor de su eje de simetría. Finalmente la punta o púa impacta contra el suelo y, gracias al efecto giroscópico que produce la rotación del trompo, se inicia el movimiento característico del trompo sobre el suelo.

## Fundamento físico del trompo

Figura 1.

### Movimiento de precesión
Si el eje de rotación del trompo, z, forma un cierto ángulo {\displaystyle \,\phi } con la vertical, como ocurre generalmente, dicho eje se mueve en el espacio generando una superficie cónica de revolución en torno al eje vertical fijo Z. Este movimiento del eje de rotación recibe el nombre de precesión de la peonza y el eje Z es el eje de precesión. Generalmente, el ángulo {\displaystyle \,\phi } varía periódicamente durante el movimiento de precesión de la peonza, de modo que el eje de rotación oscila acercándose y alejándose del eje de precesión (se dice que el trompo "cabecea"); a este movimiento se le llama nutación, y al ángulo {\displaystyle \,\phi } se le llama ángulo de nutación. En el estudio elemental que sigue no se toma en cuenta este último movimiento; es decir, se considera un ángulo de nutación constante.
Se utilizan aquí dos referenciales para describir el movimiento del trompo. Uno de ellos es el referencial fijo XYZ, con origen en el punto O (estacionario) del eje de rotación del trompo. El otro referencial es el referencial móvil xyz, cuyo origen es también el punto O (estacionario). Se ha hecho coincidir el eje z con el eje de rotación del trompo; el eje x se eligió de modo tal que permanezca siempre horizontal, contenido en el plano XY. El ángulo {\displaystyle \,\psi } que forma en cada instante el eje x con el eje X recibe el nombre de ángulo de precesión. En consecuencia, el eje y estará siempre contenido en el plano definido por los ejes z y Z, como se muestra en la figura 1, formando un ángulo {\displaystyle \,\phi } con el plano XY. Obsérvese que el referencial xyz no es solidario con el trompo, es decir, no es arrastrado por la rotación de este, sino que presenta una rotación con respecto al referencial fijo XYZ con una cierta velocidad angular {\displaystyle \,\Omega } llamada velocidad angular de precesión.
Como al aplicar la ecuación del movimiento de rotación del sólido rígido, M = dL/dt, tanto el momento externo (M) como el momento angular (L) deben estar referidos a un mismo punto fijo en un referencial inercial (o al CM del cuerpo), se tomará el punto O como origen o centro de reducción.

Figura 2.

Puesto que el trompo está girando con una velocidad angular intrínseca ω, alrededor del eje principal de inercia z, su momento angular será paralelo a la velocidad angular (o sea, será paralelo al eje z), y viene dado por:

(1){\displaystyle L=I_{zz}\omega \,}

Por otra parte, el momento externo que actúa sobre el trompo se debe al peso mg que actúa en el centro de gravedad G y es igual al producto vectorial:

(2){\displaystyle \mathbf {M} ={\mbox{OG}}\times m\mathbf {g} \,}

de modo que el momento externo M resulta ser perpendicular al eje de rotación, o sea que {\displaystyle \mathbf {M} \mathbf {\bot } \mathbf {L} }. El módulo del momento aplicado es:

(3){\displaystyle M=mgh\operatorname {sen} \phi \,}

siendo h=OG la distancia entre el punto estacionario del trompo (el extremo de su púa) y el centro de gravedad del mismo. La dirección de M es la del eje x.
Como el momento externo aplicado al trompo no es nulo, el momento angular no permanecerá constante. Durante un intervalo de tiempo infinitesimal dt el cambio infinitesimal experimentado por el momento angular vale:

(4){\displaystyle d\mathbf {L} =\mathbf {M} dt}

de modo que el cambio dL en el momento angular tiene siempre la misma dirección que el momento aplicado M (del mismo modo que el cambio en la cantidad de movimiento tiene siempre la misma dirección que la fuerza). Como el momento M es perpendicular al momento angular L, el cambio dL en el momento angular también es perpendicular a L. Por consiguiente, el vector momento angular cambia de dirección, pero su módulo permanece constante (figura 2). Naturalmente, puesto que el momento angular tiene siempre la dirección del eje de rotación este cambiará también su orientación en el espacio en el transcurso del tiempo.
El extremo del momento angular L describe una circunferencia, de radio {\displaystyle \,L\operatorname {sen} \phi }, alrededor del eje fijo Z y en un tiempo dt dicho radio experimenta un desplazamiento angular dψ. La velocidad angular de precesión Ω se define como la velocidad angular con la que gira el eje z en torno al eje fijo Z. Esto es:

(5){\displaystyle \Omega ={\frac {d\psi }{dt}}}

y está representado por un vector situado sobre eje Z.
Puesto que L es un vector de módulo constante que precesa alrededor del eje Z con una velocidad angular Ω, es posible escribir la ecuación diferencial del movimiento de rotación en la forma:

(6){\displaystyle \mathbf {M} ={\frac {d\mathbf {L} }{dt}}={\boldsymbol {\Omega }}\times \mathbf {L} }

obteniéndose para el módulo del momento:

(7){\displaystyle M=\Omega L\operatorname {sen} \phi \,}

,
expresión de la que se despejará Ω, para tener:

(8){\displaystyle \Omega ={\frac {M}{L\operatorname {sen} \phi }}={\frac {mgh}{L}}={\frac {mgh}{I_{zz}\omega }}}

donde se han sustituido las expresiones (1) y (2) para el momento angular y el momento, respectivamente. La velocidad angular de precesión, Ω, resulta ser inversamente proporcional al momento angular (L) o a la velocidad angular intrínseca (ω), de modo que si este o esta es grande, aquella será pequeña.
Obsérvese que la velocidad angular de precesión no depende del ángulo de inclinación del trompo. Esta propiedad es muy importante en el fundamento de la resonancia magnética nuclear y de sus aplicaciones.

### ¿Por qué no cae el trompo?

Figura 3.

Pero ¿por qué no cae el trompo? La respuesta es que la fuerza vertical ejercida sobre él por el suelo (en el extremo O de la púa) es exactamente igual al peso del trompo, de modo que la fuerza resultante vertical es nula. La componente vertical de la cantidad de movimiento permanecerá constante pero, debido a que el momento no es nulo, el momento angular cambia con el tiempo. Si el trompo no estuviera en rotación, al abandonarlo no habría momento angular y al cabo de un intervalo de tiempo infinitesimal, dt, el momento angular dL adquirido, en virtud del par de fuerzas que actúa sobre él, tendría la misma dirección que el vector M; esto es, caería. Pero si el trompo se encuentra inicialmente en rotación, la variación del momento angular, dL, producida por el par, se suma vectorialmente al momento angular que ya tiene, y puesto que dL es horizontal y perpendicular a L, el resultado es entonces el movimiento de precesión anteriormente descrito.

### Nutación
Los resultados obtenidos en el análisis del movimiento del trompo son solamente aproximados. Son correctos si ω es muy grande en comparación con Ω (situación compatible con la ec. [7]). La razón es que, si el trompo está precesando en torno al eje fijo vertical Z, tendrá entonces un momento angular con respecto a dicho eje, de modo que el momento angular total no será simplemente Izzω, como se asumió. Sin embargo, si la precesión es muy lenta, el momento angular correspondiente a esa precesión puede despreciarse, como implícitamente se hizo en los cálculos anteriores.
Por otra parte, un análisis más detallado mostraría que en general el ángulo de nutación {\displaystyle \,\phi } no permanece constante, sino que oscila entre dos valores fijos, de modo que el extremo del vector L, al mismo tiempo que precesa alrededor de Z, oscila entre dos círculos, como se muestra en la figura 3, describiendo la trayectoria indicada.
Para comprender el por qué de estas oscilaciones hay que considerar el modo en que se origina el movimiento de precesión. Si inicialmente se mantiene fija la orientación del eje de rotación z (apoyando su extremo superior), el peso del trompo estará compensado por la reacción normal N en el punto O más la reacción normal en el apoyo del extremo superior del eje, de modo que resultará ser N < mg. Si, una vez que el trompo ha adquirido un rápido movimiento de rotación, se abandona el eje, entonces, todavía un instante después será N < mg, de modo que se tiene una fuerza resultante vertical y dirigida hacia abajo. El trompo comienza a caer, pero en ese instante comienza la precesión. Como consecuencia del movimiento de caída, la púa del trompo se apoya en el suelo con más fuerza, de modo que aumenta la fuerza de reacción vertical N, que finalmente llegará a ser mayor que el peso. Cuando esto sucede, el centro de masa del trompo comienza a acelerar hacia arriba. El proceso se repite, y el movimiento se compone de una precesión acompañada de una oscilación del eje de rotación hacia abajo y hacia arriba, que recibe el nombre de nutación. La nutación, al igual que la precesión, contribuye al momento angular total, pero en general su contribución es aún menor que la de la precesión.

## Juegos

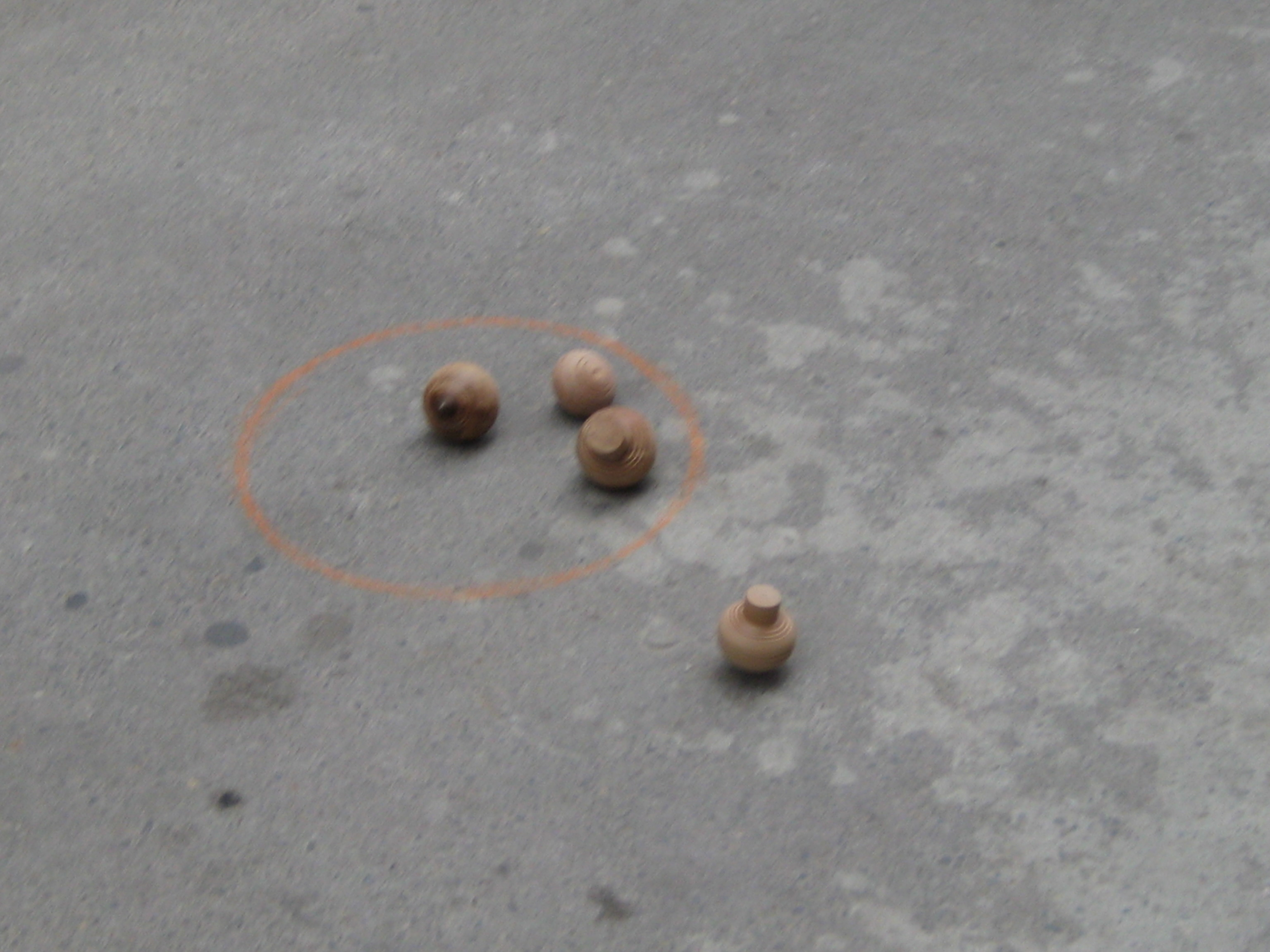
Sacatrompos con trompos vietnamitas.

Una vez que se ha desarrollado la técnica de hacerlo girar se pueden realizar diversos juegos que resultan vistosos y aumentan la dificultad. Estos pueden realizarse individualmente o pueden necesitar más de una persona. En estos últimos lo más común es jugar dentro de un círculo al que se también se le conoce como "troya". Aquí se exponen algunos de los más tradicionales y significativos.

### Individuales
- Puente o teleférico: Se coge con una mano los dos extremos del cordel y se estira. En el rail que se forma se hace bailar al trompo. Al levantar una de las dos manos se puede inclinar el cordel de tal manera que el trompo se desplace.[14]
- Hacerlo bailar en la mano: Se puede hacer mientras el trompo está girando haciendo que baile en la palma, o recogerlo con el dedo índice en cuyo caso se llama "copita". Otra forma es darle un certero golpe y hacer que salte en la palma de la mano.[22]
- La mancha al aire: consiste en lanzar el trompo y antes de que este haya tocado el suelo y la cuerda se haya desenredado se atraiga hacia la mano, buscando que el trompo quede girando allí.[14]
- Deslizamiento: Mientras que el trompo gira con la ayuda del cordel se trata de trasladar de un lugar a otro.
- Lanzamiento: Mientras el trompo gira en el suelo se lía el cordel suavemente sobre su punta y se tira hacia arriba. El trompo salta y ha de caer girando de nuevo, ya sea en el suelo o en la mano.

### Colectivos
- Sacar objetos: se forma un círculo en el suelo, en cuyo centro coloca cada jugador una canica, otro trompo, o más usualmente, una moneda, y después de echar cada uno su trompo se recoge en la mano y se procura lanzarlo contra una de las monedas y para sacarla del círculo, repitiendo la operación mientras el trompo gire. Si lo consigue se lleva la moneda. Si el trompo deja de girar entra otro jugador.[19]
- Rompetrompos: se forma un círculo en el suelo, en cuyo centro se coloca un trompo, contra el cual se tiran los trompos con el fin de destruirlo. Aquel jugador que falle el tiro y no logre darle sustituirá con su trompo el que se encuentra en el suelo.[19]
- Rompetrompos de mayor dificultad: se forma un círculo en el suelo y uno de los participantes tiene que tirar su trompo teniendo este que quedar girando dentro del círculo. El resto ha de tratar de pegarle a ese trompo. Cuando el trompo termina de girar tiene que quedar fuera del círculo para que el jugador lo recoja. Si no es así pasa a ser otro trompo "víctima" y sólo podrá salir con los golpes o choques de los otros.[14]
- Saca trompos: se forma un círculo en el suelo y los participantes tienen que tirar su trompo teniendo estos que quedar girando dentro del círculo. El trompo que termine saliendo del círculo a causa de los impactos con el resto perderá.[2]
- Duracel picotazos: tres o más jugadores giran todos a la vez sus trompos, el primero que deje de girar se "fleta" echando su trompo y le dan picotazos hasta que este deje de girar. De ahí sigue el segundo y así.

## Tipos de trompos

### Trompo tradicional
Se considera como el trompo propiamente dicho, y mide en torno a unos seis centímetros de alto, por unos cuatro centímetros de radio en su diámetro mayor, que una vez alcanzado disminuye de forma paulatina. Es el trompo más común, hecho tradicionalmente de madera, antes por artesanos, más modernamente usando tornos, hoy su fabricación se hace incluso con materiales sintéticos entre los que destacan diferentes tipos plásticos, la fibra de carbono y otros polímeros, importados usualmente de países asiáticos como China o Taiwán, también de Estados Unidos. Además han incorporado, para evitar daños en la colisión, filos que van desde el neopreno al acero pasando por todo tipo de plásticos en la zona de mayor diámetro.

### Trompo alemán
El trompo alemán o peitschenkreisel tiene una forma cónica, aumentando paulatinamente de diámetro hasta el final, y su cordel se encuentra al extremo de un palo largo. Tradicionalmente se fabrica de encina o de boj y hueco, untado por dentro de brea negra. Los trompos alemanes son más gruesos, llegando a alcanzar casi 11 centímetros de diámetro en la zona de mayor perímetro. Posee clavo grueso de punta redonda que puede llegar a medir casi 5 centímetros y del grueso de un dedo. Presenta unas marcas horizontales que rodean el cuerpo que se utiliza para enrollar el cordel. Así, quien juega sostiene con la mano izquierda la punta de la cuerda, y con la otra el palo, y moviendo con rapidez los brazos, se tira de la cuerda sacando al trompo, comenzando girar sobre su punta de hierro, durando su rotación bastante tiempo imprimiendo un fuerte zumbido.

### Trompo cuspe
Cuspe es un trompo diminuto que se hace con pequeños cocos de palmeras, aunque esta denominación también suele usarse para aquellos trompos que carecen de punta.

### Trompo vietnamita

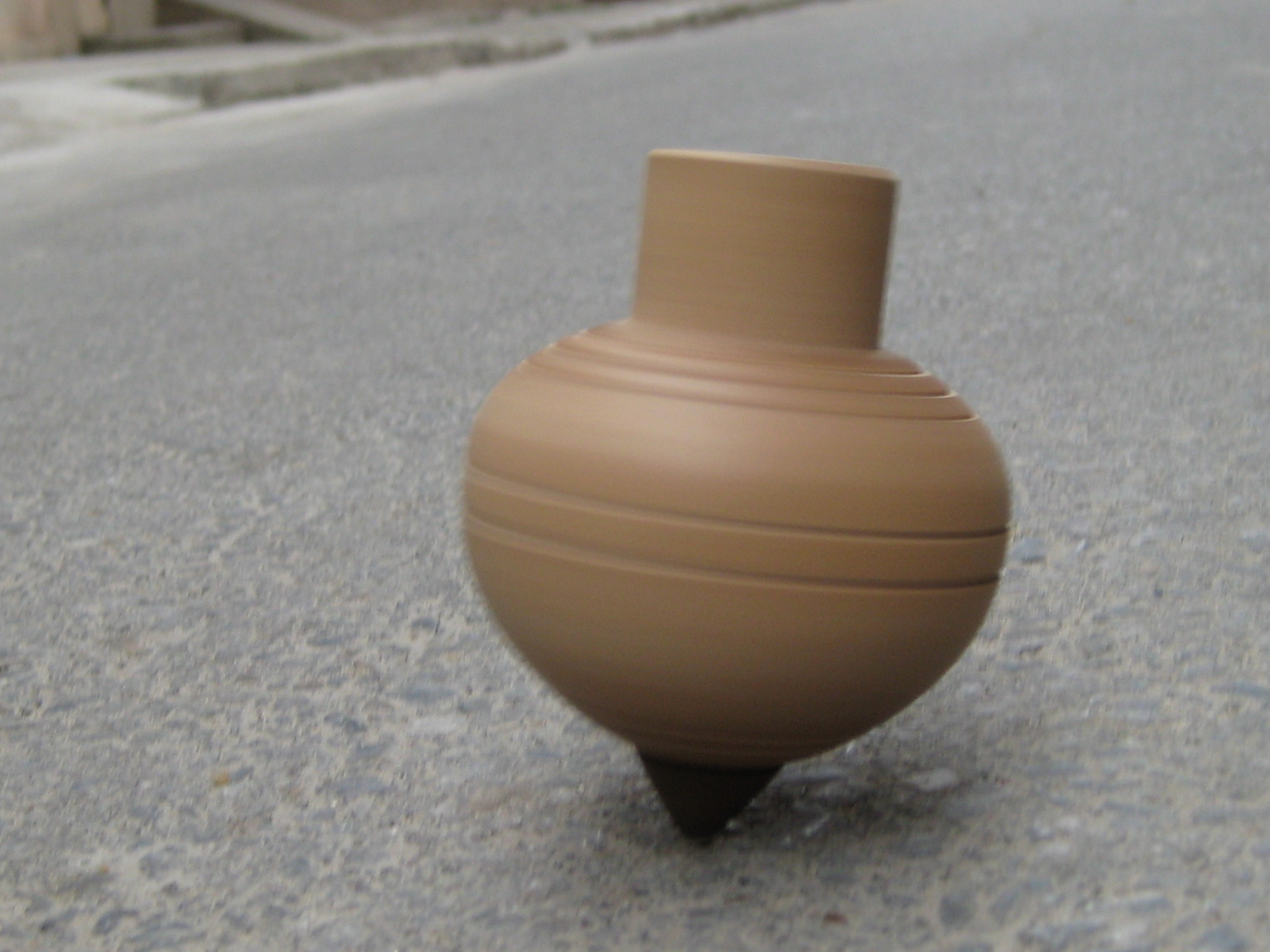
Trompo vietnamita.

Propio de Vietnam, este trompo posee una peonza más achatada, por lo que el saliente de la parte superior resulta más marcado. Esto le otorga una mayor estabilidad al trompo.

### Trompo taguas
Así se denominan a aquellos trompos que son más achatados. Esto les proporciona una gran estabilidad.

### Trompo sedita y cucarro
El trompo sedita es aquel que presenta punta redonda y suave, por el contrario el trompo cucarro es aquel que presenta una punta afilada y rugosa. Este término también se utiliza para aquellos trompos que tienen la punta torcida o desnivelada.

### Trompo sedita y cascareto
El término "sedita" se aplica también a los trompos cuya punta (o herrón) atraviesa su eje central, lo que hace que su baile sea muy suave. Por el contrario, cuando el herrón no está en línea con el eje central del trompo, su baile es errático, áspero e incluso impredecible. En este caso se dice que el trompo es "cascareto".